# Karl Schneidt
Karl Borromäus Schneidt, auch Carl Schneidt (* 13. Mai 1854 in Rußhütte; † 2. November 1945 in Eggersdorf), war ein deutscher Redakteur, Herausgeber, Agitator, Autor, Lehrer und Anarchist.

## Leben
Karl Schneidt absolvierte ein Universitätsstudium der Philologie in Heidelberg und Bonn, danach war er zeitweise als Lehrer in Linz und Saarbrücken tätig. Er beschäftigte sich eingehend mit sozialistischen und sozialdemokratischen Bestrebungen seiner Zeit, ab Mitte der 1870er Jahre arbeitete er als Journalist unter anderem für die Zeitung Bergische Volksstimme in Barmen. Dort war Schneidt zwölf Monate im Gefängnis wegen Verstoßes gegen die damaligen Paragraphen § 130 (Volksverhetzung) und § 171 (Gewaltdarstellung).
1879 gab er zusammen mit Wilhelm Hasselmann und anderen das Hamburger Volksblatt heraus. Ein Jahr später emigrierte er nach Brüssel und nahm an einem sozialrevolutionären Kongress teil. Danach reiste er nach Paris, wo er Ende 1881 ausgewiesen wurde und dann nach London emigrierte.
In London machte er Bekanntschaft mit Pjotr Alexejewitsch Kropotkin und Errico Malatesta. Zusammen mit Kropotkin und Malatesta wurde Schneidt in das Executivcomité der Londoner Anarchisten gewählt. Dort schloss er sich der Opposition um Johann Most und Wilhelm Hasselmann an und war zeitweise Redakteur der Zeitschrift Freiheit, eine anfangs sozialdemokratische und später anarchistische Zeitung.
In London hatten Hasselmann und Schneidt Probleme mit Spitzeln, deshalb kehrten sie im November 1883 nach Deutschland zurück, wobei Schneidt in Potsdam verhaftet wurde. In Leipzig bekam Schneidt eine Anklage wegen Hochverrats und nach fünf Monaten Haft kam wegen Mangel an Beweisen wieder frei. Er unterhielt später Kontakte zu illegalen Gruppen in Magdeburg und war dort als Herausgeber von zwei Zeitungen tätig. 1889/1890 betätigte er sich als Agitator für die Gewerkschaft der Bergarbeiter im Rheinland und im Saargebiet. 1891 war Schneidt Gründungsmitglied des „Vereins der unabhängigen Sozialisten“. Nach der Aufhebung des Sozialistengesetzes reiste er nach Berlin und führte dort auf publizistischer und agitatorischer Basis eine Initiative gegen Antisemitismus, Klassenjustiz, staatliche Repressionen sowie den preußischen Militarismus. Mit zwei Redakteuren der Zeitung Vorwärts wurde Schneidt 1905 wegen Enthüllungen über die Zustände in preußischen Gefängnissen im sogenannten „Plötzensee-Prozess“ angeklagt. Die Verteidigung hatte Karl Liebknecht übernommen.
Wegen eines Artikels in der Zeitung Zeit am Montag – unter dem Titel Moderne Irrenhausfolter – wurde gegen Schneidt ein Strafantrag gestellt. Die Begründung fußte auf Beleidigung der im Artikel genannten Ärzte des Irrenhauses. Im betreffenden Artikel wurde erwähnt, dass der Oberarzt der Schwiegersohn des Direktors und der erste Assistent der Sohn des Direktors war. Im Artikel war von „Ärzte-Dreifaltigkeit“ und „brutaler Vergewaltigung“ zu lesen.
In den 1920er Jahren war Karl Schneidt zeitweilig im Zentralvorstand der Hilfsorganisation für politische Gefangene, der Roten Hilfe (RHD), tätig.
Karl Schneidt veröffentlichte unter den Pseudonymen Karl von Klarenthal, Hans Strei, Mephisto, Charles beziehungsweise Carolus Robert. Weitere Namen von ihm sind Carl Schneidt, Carl B. Schneidt und Karl Borromäus Schneidt.

## Als Herausgeber und Redakteur
1882 war Karl Schneidt Redakteur der Zeitschrift Freiheit, von den Ausgaben 23 bis 39. 1885 gab er das Neue Magdeburger Tageblatt (Gerichtszeitung) heraus. Von 1891 bis 1893 in Berlin Herausgeber der satirischen Wochenschrift Spottvogel. 1892 veröffentlichte er eine Halbmonatsschrift zur Bekämpfung des Antisemitismus unter dem Titel Die Schmach des Jahrhunderts. In Magdeburg gründete er 1895 die Monatsschrift Die deutschen Volksblätter. Von 1894 bis 1902 gab er die Monatsschrift für das öffentliche Leben mit dem Titel Die Kritik heraus. Untertitel: „Boulevardblatt mit libertären Tendenzen“. Die Zeit am Montag erschien 1894. Von 1905 bis 1921 war er Herausgeber der Wochenschrift Die Tribüne, für Belehrung, Aufklärung und Unterhaltung.

## Schriften
Acht Veröffentlichungen sind im IISG archiviert, search.socialhistory.org.
- Die Hintermänner der Socialdemokratie. (PDF; 994 kB) 1890.
- Der Prozess Ahlwardt und anderes. Moderner Verlag, Berlin 1892.
- Die Eiserne Maske. Das enthüllte Geheimnis der Socialdemokratie. 1892.
- Neue Aufschlüsse über die Hunger-Revolte in Berlin. 1892.
- Das Kellnerinnen-Elend in Berlin. Moderner Verlag, Berlin 1893. (Digitalisat)[6]
- Die Magdeburger Majestätsbeleidigungsprozesse. Kritische Erörterungen. Spottvogelverlag, Berlin 1899
- Wilhelm II. von Gottes Gnaden. 1911.
- Die Sozialdemokratie in Feldgrau. Ernste Betrachtungen in ernster Zeit. Berlin, circa 1915.